# Charles Henry Wright
Pour les articles homonymes, voir Charles Wright et Wright.
Charles Henry Wright est un botaniste britannique né le 5 juin 1864 à Oxford et mort le 21 juin 1941  à Seaton, dans le Devon.